# Jonathan Hogg
Jonathan Lee Hogg (Middlesbrough, 6 december 1988) is een Engels profvoetballer die als middenvelder speelt. In 2013 verruilde hij voor Watford voor Huddersfield Town.

## Clubcarrière
Hogg begon bij Aston Villa waarvoor hij op 19 augustus 2010 debuteerde in de uitwedstrijd om de UEFA Europa League bij Rapid Wien. Op 13 november van dat jaar debuteerde hij tegen Manchester United in de Premier League. Hogg brak echter niet door en werd ook tweemaal verhuurd. Bij Watford
was Hogg tussen 2011 en 2013 een vaste waarde in de Championship. In 2013 stapte hij over naar reeksgenoot Huddersfield Town waarmee hij in 2017 naar de Premier League promoveerde.